# المركز السعودي لاعتماد المنشآت الصحية
المركز السعودي لاعتماد المنشآت الصحية (بالإنجليزية: CBAHI)‏ هو منظمة رسمية تمثل جهة محايدة لمنح شهادات الاعتماد التي تسمح لمؤسسات الرعاية الصحية في القطاعين العام والخاص بممارسة نشاطاتها الصحية بالمملكة العربية السعودية، ووفق معايير جودة الرعاية الصحية وسلامة المرضى التي يضعها المركز، وهو جهة تابعة للمجلس الصحي السعودي مقره العاصمة الرياض. تأسس في عام 2001م.

## الصلاحيات
تأسس المركز السعودي لاعتماد المنشآت الصحية تحت مسمى برنامج الجودة الشاملة كمبادرة تهدف إلى تحسين جودة تقديم الرعاية في المنشآت الصحية بمنطقة مكة المكرمة، وبموجب أمر وزاري في عام 2005م جرى توسيع صلاحيات المركز لتشمل جميع مناطق المملكة العربية السعودية، وتغيير المسمى إلى المركز السعودي لاعتماد المنشآت الصحية، وتكليف المركز بوضع معايير الاعتماد الوطني لجميع منشآت الرعاية الصحية ومراجعتها، ولا يتم السماح بتجديد رخصة التشغيل لأي من المنشآت الصحية إلا بالاعتماد الصادر من المركز السعودي لاعتماد المنشآت الصحية، والتي تصدر بحسب التزام المنشأة بالتقيد بالمعايير الوطنية التي يضعها المركز.

## مهام المركز
يعمل المركز على إلزام منشآت الرعاية الصحية في القطاعين العام والخاص على تطبيق معايير جودة الرعاية الصحية وسلامة المرضى والتي وُضعت في عام 2006م بمسمى المعايير الوطنية للمستشفيات واعتمدت في عام 2012م من قبل الجمعية الدولية لجودة الرعاية الصحية، من خلال مساعدة ودعم المنشآت الصحية من مستشفيات ومختبرات وبنوك دم ومجمعات عيادات ومراكز الخدمات الطبية الخارجية الأخرى على تقديم خدمات رعاية صحية فعالة، وتقديم الخدمات التدريبية والتعليمية والاستشارية، وإجراء البحوث المتعلقة بجودة الرعاية الصحية وأفضل ممارسات سلامة المرضى، ومتابعة أداء منشآت الرعاية الصحية من خلال زيارات ميدانية يقوم بها مقيّمون معتمدون.

## آلية الاعتماد
تُمنح شهادة الاعتماد للممارسات الصحية بعد عملية تقييم شاملة ومتكاملة للتأكد من التزام المرفق الصحي بمعايير الجودة وسلامة المرضى، ويتم إعادة التقييم ومنح الشهادة كل ثلاث سنوات من تاريخ الاعتماد.

## الجهات الملزمة بالاعتماد
- المستشفيات
- المستوصفات
- بنوك الدم
- المختبرات الطبية
- المراكز الطبية الخارجية[3]

## المعايير
المعيار هو الخط الفاصل بين أداء منشآة الرعاية الصحية الحالي وما يجب أن يكون عليه، ويضعه خبراء في مجال التقييم الصحي لاعتماد المنشآت الصحية وهي ثلاثة معايير رئيسية يجب الالتزام بها في كل منشأة صحية:

### معايير المدخلات (البنية)
يتضمن ذلك مواصفات البناء والتصميم ونظم التشغيل، استنادًا على أفضل الممارسات المرتبطة بالمواصفات الفنية والمعايير التوجيهية لتصميم وبناء مرافق الرعاية الصحية الآمنة، وأن يكون لكل مستشفى أسرة متوفرة وكوادر عاملة ومبنى مستقل، ومستلزمات العاملين الصحيين الشخصية الوقائية مثل القفازات والكمامات وتوفر الإمدادات والمعدات مثل المجاهر والكواشف.

### المعايير المتعلقة بالنشاطات والإجراءات ( الإجرائية)
تهتم بالنشاطات السريرية والإدارية والتدخلات لرعاية المرضى أو لإدارة المستشفى أو تنظيم منسوبيه، تشمل تقييم المرضى وتثقيفهم وإدارة الأدوية وما شابه ذلك.

### معايير المخرجات
تنظر في تقييم فوائد التدخلات وعما إذا تم تحقيق الغرض المتوقع منها، ومدى تحقيق النتائج المتنبأ بها، وتتضمن معدلات الوفيات، والاحتفاظ بالجسم الغريب بعد الجراحة، والانسداد (الانصمام) الهوائي، عدم توافق الدم، قرحة الفراش، السقوط، العدوى المرتبطة بالقسطرة والأوعية الدموية، وعدوى المسالك البولية المرتبطة بالقسطرة ومظاهر قلة التحكم في السكر بالدم.

## وصلات خارجية
- المركز السعودي لاعتماد المنشآت الصحية